# Gaya (India)
Gaya è una suddivisione dell'India, classificata come municipal corporation, di 383.197 abitanti, capoluogo del distretto di Gaya e della divisione di Magadh, nello stato federato del Bihar. In base al numero di abitanti la città rientra nella classe I (da 100.000 persone in su).

## Geografia fisica

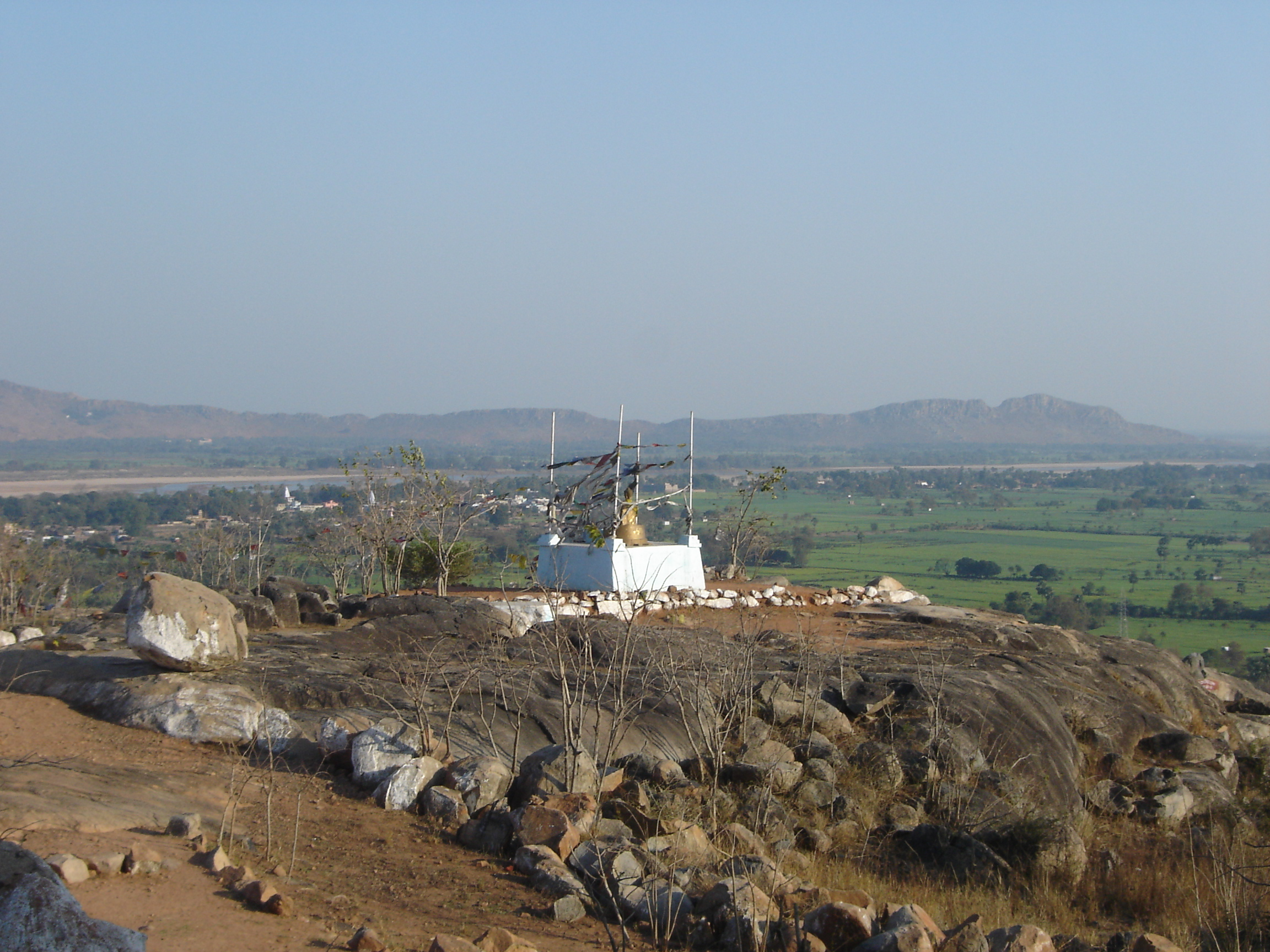
La collina di Gayasisa dove il Buddha predicò il Sutra del Fuoco

La città è situata a 24° 46' 60 N e 85° 0' 0 E e ha un'altitudine di 110 m s.l.m.. È circondata da colline ritenute sacre dagli induisti. Sulla collina di Gayasisa (oggi Brahmayoni) il Buddha storico pronunciò il Sutra del Fuoco (Ādittapariyāya Sutta, nel Saṃyutta Nikāya PTS: S iv 19) convertendo degli asceti prima dediti al culto del fuoco.

## Società

### Evoluzione demografica
Al censimento del 2001 la popolazione di Gaya assommava a 383.197 persone, delle quali 203.252 maschi e 179.945 femmine. I bambini di età inferiore o uguale ai sei anni assommavano a 54.390, dei quali 28.121 maschi e 26.269 femmine. Infine, coloro che erano in grado di saper almeno leggere e scrivere erano 258.906, dei quali 150.661 maschi e 108.245 femmine.